# Lucian-Costin Miron
Lucian-Costin Miron (ur. 14 kwietnia 1987 w Ploeszti) – rumuński szachista, arcymistrz od 2019 roku.

## Kariera szachowa
Kilkukrotnie reprezentował barwy Rumunii na mistrzostwach świata i Europy juniorów w różnych kategoriach wiekowych, w 2004 r. zdobywając w Belgradzie tytuł drużynowego wicemistrza Europy w kategorii do 18 lat.
W 2003 r. podzielił I-II m. w kołowym turnieju (memoriale Emila Macarie) w Ploeszti, w 2006 r. zwyciężył w Fokszanach, natomiast w 2007 r. – zajął I m. w Soveji, podzielił I m. (wspólnie z Danielem Moldovanem i Władimirem Donceą) w Râmnicu Vâlcea, zajął II m. w Ploeszti oraz podzielił II m. (za Constantinem Lupulescu, wspólnie z m.in. Valentinem Raceanu) w Bukareszcie. W 2008 r. wypełnił trzy normy na tytuł mistrza międzynarodowego, podczas turniejów rozegranych w Klużu-Napoce (finał indywidualnych mistrzostw Rumunii), Bukareszcie i Barze. W 2010 r. podzielił I m. w dwóch otwartych turniejach, w Barze (wspólnie z Władimirem Georgiewem, Miroslavem Tosiciem, Krasimirem Rusewem i Igorem Miladinoviciem) oraz Băile Felix (wspólnie z Mihai-Lucianem Grunbergiem i Władimirem Daniłowem), zwyciężył również w kolejnym openie, rozegranym w Satu Mare, a w Konyi podzielił III m. (za Tamazem Gelaszwilim i Jurijem Drozdowskim, wspólnie z Barışem Esenem), wypełniając pierwszą normę na tytuł arcymistrza. W 2011 r. zdobył w miejscowości Sărata-Monteoru tytuł indywidualnego wicemistrza Rumunii, zwyciężył w kołowym turnieju w Saint-Lô, natomiast w Podgoricy zdobył tytuł indywidualnego wicemistrza państw bałkańskich, wypełniając jednocześnie drugą arcymistrzowską normę. W 2013 r. zdobył drugi w karierze tytuł indywidualnego wicemistrza Rumunii. W 2019 roku wypełnił trzecią normę arcymistrzowską i uzyskał tytuł arcymistrza.
Najwyższy ranking w dotychczasowej karierze osiągnął 1 czerwca 2013 r., z wynikiem 2544 punktów zajmował wówczas 9. miejsce wśród rumuńskich szachistów.